# Deidameia

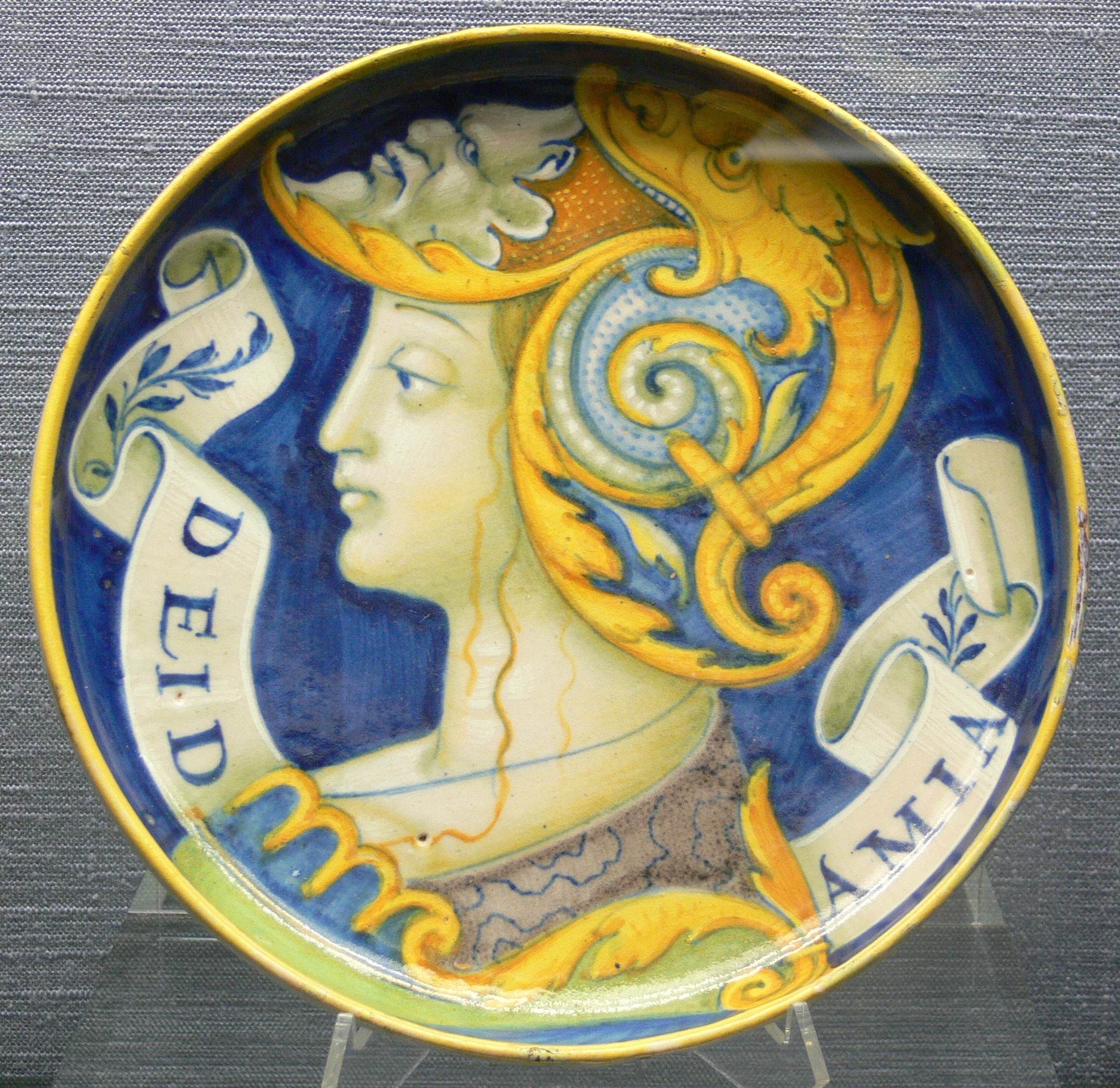
Schaal uit 1525 met een afbeelding van Deidameia

Deidameia (Oudgrieks: Δηϊδάμεια) was in de Griekse mythologie de oudste dochter van Lycomedes, koning van Skyros.
Lycomedes had alleen maar dochters. Ze was de echtgenote van Achilles, die in het paleis onder een valse naam Pyrrha schuilde, want zijn moeder, Thetis had de voorspelling gehoord dat hij lang en gelukkig zou leven, zonder roem, buiten als hij naar Troje voer. Maar daar zou de dood hem te wachten staan. Met hem kreeg ze de zoon Neoptolemus.